# Basilica Ulpia
Basilica Ulpia var en basilika i antikens Rom. Den var uppkallad efter kejsar Trajanus, vars fullständiga namn var Marcus Ulpius Traianus, och invigdes i januari år 112 e.Kr. Basilikan, som mätte 170 x 60 meter, var den dittills största som hade byggts i Rom.
Basilica Ulpia tog över mycket av de äldre basilikornas – Basilica Aemilias och Basilica Iulias – funktion och Roms politiska liv och rättsförhandlingar flyttade från Forum Romanum till Trajanus forum. Basilikan hade ett mittskepp och fyra sidoskepp, två på vardera sida. Kortsidorna hade absider. Basilikans 96 kolonner var i grön marmor från Carystus eller granit och dess tak var belagt med förgylld brons. På fasadens fris stod namnen på de segerrika legioner som hade stridit i Trajanus fälttåg i Dacien, bland andra XI Claudia, XV Apollinaris och XX Valeria Victrix.

## Utgrävningar
Mellan 1809 och 1814 utgjorde Rom ett departement inom Första franska kejsardömet under Napoleon. De franska myndigheterna beslutade att gräva ut Basilica Ulpia. De två kyrkorna – Santo Spirito och Sant'Eufemia – som hade byggts på denna plats revs år 1812 och året därpå inleddes utgrävningarna.
Efter Napoleons fall år 1814 återkom påve Pius VII till Rom och lät fortsätta utgrävningarna.

## Bilder
| - Mynt med Trajanus porträtt och Basilica Ulpias fasad. I mitten på basilikan ses en quadriga. - Ruinerna efter Basilica Ulpia. I bakgrunden Viktor Emanuel-monumentet. |